# Flavio Tosi

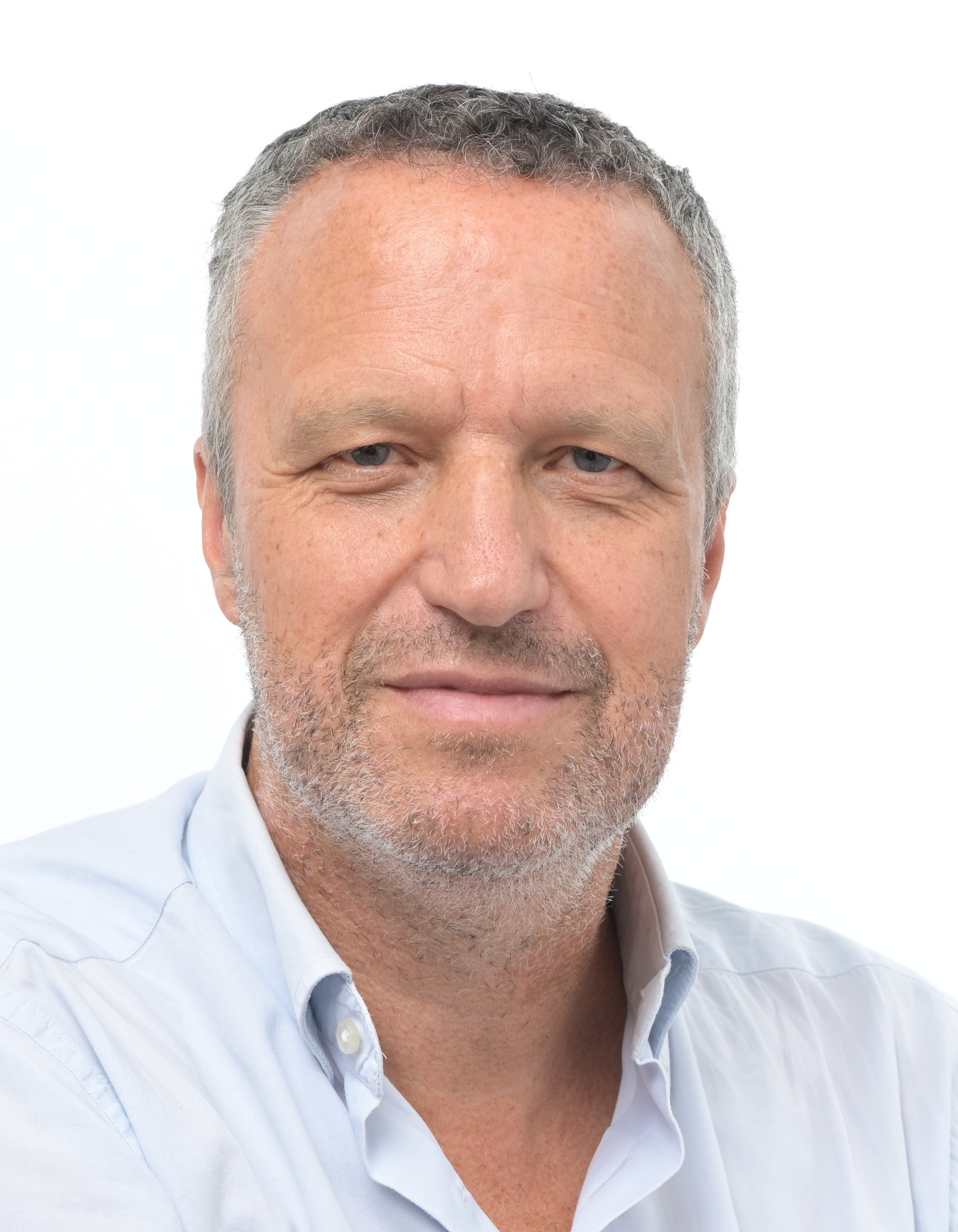
Flavio Tosi (2024)

Flavio Tosi (* 18. Juni 1969 in Verona) ist ein italienischer Politiker.
Der gelernte Informatiker wurde 1994 in den Reihen der Lega Nord in den Stadtrat von Verona gewählt. Gleichzeitig übernahm er auch den Fraktionsvorsitz der Lega Nord im Stadtrat. 1997 wurde er zum Vorsitzenden der Liga Veneta, einer Sektion der Lega Nord, in der Provinz Verona ernannt. Im April 2000 wurde in den Regionalrat der Region Venetien gewählt. Im gleichen Jahr übernahm er den Fraktionsvorsitz der Liga Veneta im Regionalrat, den er bis 2002 innehatte. 2004 kandidierte er als Präsident des Provinzrates der Provinz Verona, erhielt aber nur 13 % der Stimmen. 2005 wurde er nach seiner Wiederwahl in den Regionalrat zum Assessor für Gesundheit der Region Venetien ernannt.
2007 wurde Tosi, unterstützt von der Lega Nord und der Alleanza Nazionale, zum Bürgermeister von Verona gewählt. Mit der Wahl zum Bürgermeister gab er gleichzeitig sein Amt als Assessor in der Region ab. Tosi war für zwei Amtsperioden vom 28. Mai 2007 bis 27. Juni 2017 Bürgermeister von Verona. In seiner Amtszeit machte er durch seine Law and Order Politik Schlagzeilen. Zu seinen ersten Maßnahmen gehörte die Schließung eines Sinti und Roma Lagers und die Räumung eines von linksorientierten Gruppierungen illegal besetzten ehemaligen Kindergartens der Stadt. Zu seinen bekannteren Amtshandlungen als Bürgermeister gehörte unter anderem die Bekämpfung der Straßenprostitution, das Rauchverbot in öffentlichen Parkanlagen zum Schutz von Kindern, das Verbot mitgebrachte Speisen vor Denkmälern und Monumenten der Stadt zu verzehren sowie ein Alkoholkonsumverbot in öffentlichen Parks und Plätzen.
Zu Beginn der 2010er Jahre gehörte Tosi neben Matteo Renzi, damals Bürgermeister von Florenz, laut Umfragen zu den beliebtesten Bürgermeistern Italiens.
Im Juli 2014 wurde Tosi als Abgeordneter in das Europäische Parlament gewählt, verzichtete aber noch im gleichen Monat auf diesen Sitz.
Im März 2015 wurde er aus der Lega Nord ausgeschlossen, nachdem er eine eigene Kandidatur als Spitzenkandidat der Regionalratswahlen gegen den Widerstand von Matteo Salvini und dessen von ihm unterstützten Spitzenkandidaten Luca Zaia ins Auge gefasst hatte. Daraufhin kandidierte er unter einer eigenen Liste, erhielt aber nur etwas mehr als 11 % der Stimmen.
Für die Parlamentswahlen 2018 gründete er im Dezember 2017 mit Maurizio Lupi, Francesco Saverio Romano, Raffaele Fitto und anderen die Liste Noi con l’Italia, die bei den Parlamentswahlen aber an der 3 % Sperrklausel scheiterte.